# Lijst van voetbalinterlands Filipijnen - India
Deze lijst van voetbalinterlands is een overzicht van alle officiële voetbalinterlands tussen de nationale teams van de Filipijnen en India. De landen hebben tot nu toe vier keer tegen elkaar gespeeld. De eerste ontmoeting, een vriendschappelijke wedstrijd, werd gespeeld in Kuala Lumpur (Maleisië) op 25 mei 1958. Het laatste duel, eveneens een vriendschappelijke wedstrijd, vond plaats op 15 november 2013 in Siliguri.

## Wedstrijden
| № | Plaats       | Datum             | Competitie             | Wedstrijd          | Uitslag |
| - | ------------ | ----------------- | ---------------------- | ------------------ | ------- |
| 1 | Kuala Lumpur | 16 augustus 1971  | Vriendschappelijk      | Filipijnen − India | 1 − 5   |
| 2 | Doha         | 21 september 1996 | WK 1998 kwalificatie   | India − Filipijnen | 2 − 0   |
| 3 | Kathmandu    | 11 maart 2012     | AFC Challenge Cup 2012 | Filipijnen − India | 2 − 0   |
| 4 | Siliguri     | 15 november 2013  | Vriendschappelijk      | India − Filipijnen | 1 − 1   |

## Samenvatting
| Competitie        | Totaal gespeeld | Winst Filipijnen | Gelijk | Winst India | Doelsaldo Filipijnen – India |
| ----------------- | --------------- | ---------------- | ------ | ----------- | ---------------------------- |
| WK-kwalificatie   | 1               | 0                | 0      | 1           | 0 − 2                        |
| AFC Challenge Cup | 1               | 1                | 0      | 0           | 2 − 0                        |
| Vriendschappelijk | 2               | 0                | 1      | 1           | 2 − 6                        |
| Totaal            | 4               | 1                | 1      | 2           | 4 − 8                        |

PFF · 
A-internationals · 
Filipijns vrouwenelftal
Afghanistan ·
Australië ·
Azerbeidzjan ·
Bahrein ·
Bangladesh ·
Bhutan ·
Brunei ·
Cambodja ·
China ·
Estland ·
Fiji ·
Guam ·
Hongkong ·
India ·
Indonesië ·
Irak ·
Iran ·
Israël ·
Japan ·
Jemen ·
Jordanië ·
Kirgizië ·
Koeweit ·
Laos ·
Libanon ·
Macau ·
Malediven ·
Maleisië ·
Mongolië ·
Myanmar ·
Nepal ·
Noord-Korea ·
Oezbekistan ·
Oman ·
Oost-Timor ·
Pakistan ·
Palestina ·
Papoea-Nieuw-Guinea ·
Qatar ·
Singapore ·
Sri Lanka ·
Syrië ·
Tadzjikistan ·
Taiwan ·
Thailand ·
Turkmenistan ·
Verenigde Arabische Emiraten ·
Vietnam ·
Zuid-Korea ·
Zuid-Vietnam
AIFF · A-Internationals · Bondscoaches · Statistieken · Olympisch elftal · Indiaas vrouwenelftal · India U21 · India U20 · India U19 · India U18 · India U17
1930 – 1949 · 
1950 – 1959 · 
1960 – 1969 · 
1970 – 1979 · 
1980 – 1989 · 
1990 – 1999 · 
2000 – 2009 · 
2010 – 2019 ·
2020 − 2029
Afghanistan ·
Argentinië ·
Australië ·
Azerbeidzjan · 
Bahrein ·
Bangladesh ·
Bhutan ·
Brunei ·
Cambodja ·
China ·
Curaçao ·
Fiji ·
Filipijnen ·
Finland ·
Ghana ·
Guam ·
Guyana ·
Hongarije ·
Hongkong ·
IJsland ·
Indonesië ·
Irak ·
Iran ·
Israël ·
Jamaica ·
Japan ·
Jemen ·
Jordanië ·
Kameroen ·
Kenia ·
Kirgizië ·
Koeweit ·
Laos ·
Libanon ·
Macau ·
Malediven ·
Maleisië ·
Marokko ·
Mauritius ·
Mongolië ·
Myanmar ·
Namibië ·
Nepal ·
Nieuw-Zeeland ·
Noord-Korea ·
Oezbekistan ·
Oman ·
Pakistan ·
Palestina ·
Peru ·
Polen ·
Puerto Rico ·
Qatar ·
Saint Kitts en Nevis ·
Saoedi-Arabië ·
Singapore ·
Sovjet-Unie ·
Sri Lanka ·
Suriname ·
Syrië ·
Tadzjikistan ·
Taiwan ·
Thailand ·
Trinidad en Tobago ·
Turkmenistan ·
Uruguay ·
Vanuatu ·
Verenigde Arabische Emiraten ·
Vietnam ·
Wit-Rusland ·
Zambia ·
Zuid-Korea ·
Zuid-Vietnam